# 维塔利·米洛诺夫
维塔利·瓦连京诺维奇·米洛诺夫（羅馬化：Vitaliy Valentinovich Milonov；1974年1月23日—）是俄罗斯政治人物，自2016年起担任国家杜马代表。他是统一俄罗斯党成员。作为立法者，他以反对俄罗斯LGBT权益而闻名。2007年至2016年，他担任圣彼得堡立法议会议员。